# Valentin Rudolph Berta
Valentin Rudolph Berta (* 12. April 1849 in Fulda; † 12. November 1928 in Bad Soden-Salmünster) war ein deutscher Politiker und Abgeordneter im Kommunallandtag Kassel.

## Leben
Valentin Rudolph Berta war der Sohn des Kaufmanns Franz Berta und dessen Gemahlin Magdalene Kircher. Nach dem Abitur im Jahre 1868 in Hanau wurde er Offizier im 2. Nassauischen Infanterie-Regiment 88 und nahm am Deutsch-Französischen Krieg 1871 teil. 1881 wurde er zum Bürgermeister der Stadt Bad Soden-Salmünster ernannt. Dieses Amt hatte er bis 1904 inne. In der Kreispolitik war er von 1886 bis 1926 Kreisdeputierter und Kreisausschussvorsitzender.
Er war im Kurhessischen Kommunallandtag für den Regierungsbezirk Kassel von 1887 bis 1920 Abgeordneter und in zahlreichen Ausschüssen tätig. Im Provinziallandtag der Provinz Hessen-Nassau hatte er – mit Unterbrechungen von 1887 bis 1919 – ein Mandat und nahm auch hier Aufgaben in vielen Ausschüssen wahr. Berta musste im Ersten Weltkrieg Militärdienst leisten und wurde bei den Kämpfen so schwer verwundet, dass ein Bein amputiert werden musste.

## Soziales Engagement
Er ist Mitbegründer der Pfarrei Soden und Förderer des Neubaus der Pfarrkirche Bad Soden. Auch die Gründung der Kinderheilanstalt in Bad Soden unterstützte er.

## Auszeichnungen
Er wurde zum Ehrenbürger der Stadt Bad Soden-Salmünster ernannt.